# Grotto of the Redemption
Das Grotto of the Redemption (deutsch: Grotte der Erlösung) ist ein sakrales Höhlenbauwerk in West Bend im Palo Alto County, Iowa und als Baudenkmal im National Register of Historic Places (NRHP) eingetragen.

## Baubeschreibung
Die Grotte ist aus unterschiedlichen, weltweit gesammelten Gesteinsarten gebaut. Sie besteht aus neun zusammenhängenden Räumen, in denen der Leidensweg Christi dargestellt wird. Dies geschieht durch 65 Statuen aus Carrara-Marmor. Die Standbilder wurden von italienischen Bildhauern geschaffen und verteilen sich auf 26 Kreuzwegstationen.

## Geschichte
Das Grotto of the Redemption wurde hauptsächlich vom römisch-katholischen Priester Matthias Dobberstein errichtet. Dobberstein war gebürtiger Deutscher und 1893 im Alter von 20 Jahren in die Vereinigten Staaten emigriert. Als Dobberstein im Priesterseminar lebensbedrohlich an einer Lungenentzündung erkrankte, betete er zur heiligen Jungfrau Maria und gab das Versprechen, ihr im Falle seiner Gesundung einen Schrein zu errichten. Nach seiner Priesterweihe im Juni 1897 war er ab 1898 bis zu seinem Tod 1954 als Priester in West Bend tätig. Dort begann er mit der Lagerung von Gesteinsbrocken und Edelsteinen, die er auf Reisen landesweit einsammelte. Im Jahr 1912 startete er den Bau des Grotto of the Redemption, wobei er die gesammelten Steine als Baumaterialien verwendete und vom Geologie-Studium profitierte, das er in seiner Seminarzeit absolviert hatte.
Bis 1947 erfolgten die Bauarbeiten ausschließlich per Hand, danach nutzte Dobberstein eine elektrische Hebebühne. Als er körperlich nicht mehr zu Bauarbeiten in der Lage war, wurden diese von Matthew Szerensce fortgeführt, der das Projekt von Anfang an begleitet hatte. Nach dessen Zurruhesetzung im Jahr 1959 war der Nachfolger Dobbersteins als Pastor, Louis Greving, für den Erhalt und weiteren Ausbau der Grotte zuständig. Ab 1994 beaufsichtigte der Diakon Gerald Streit den stets fortdauernden Ausbau des Grotto of the Redemption. Die Grotte bildet in ihrer Gesamtheit die größte Sammlung an Halbedelsteinen, Muscheln, Fossilien und Mineralien in den Vereinigten Staaten, deren Wert einige Millionen US-Dollar beträgt. Neben dem Grotto of the Redemption errichtete Dobberstein noch sieben weitere Sakralbauten in Iowa, Wisconsin und South Dakota. Außerdem inspirierte Dobberstein mit seiner Arbeit den Pastor Matthias Wernerus in den 1930er Jahren zum Bau einer weiteren Grotte, des Dickeyville Grotto.
Das Grotto of the Redemption ist seit dem 23. Februar 2001 im NRHP eingetragen. Nachdem das Interesse an dieser Sehenswürdigkeit in den 1920er Jahren seinen Höhepunkt erreicht hatte, als die Grotte jährlich 100.000 Besucher anzog, sind es zurzeit immer noch 40.000 Menschen, die sie pro Jahr besuchen.